# Biển D'Urville

Biển D'Urville ở Đông châu Nam Cực.

Biển D'Urville là một biển ở Nam Đại Dương, phía bắc của bờ biển Adélie, Đông châu Nam Cực. Biển được đặt tên theo tên nhà khám phá và sĩ quan người Pháp Jules Dumont d'Urville. Khu vực biển, bao gồm Mertz Polynya, được đề xuất ở tọa độ 140-150°E từ bờ biển đến 60°S.